# Dublin (Nou Hampshire)
Dublin és una població dels Estats Units a l'estat de Nou Hampshire. Segons el cens del 2000 tenia 1.476 habitants.

## Demografia
Segons el cens del 2000, Dublin tenia 1.476 habitants, 560 habitatges, i 417 famílies. La densitat de població era de 20,4 habitants per km².
Dels 560 habitatges en un 32,5% hi vivien nens de menys de 18 anys, en un 65,4% hi vivien parelles casades, en un 6,6% dones solteres, i en un 25,4% no eren unitats familiars. En el 21,1% dels habitatges hi vivien persones soles el 6,6% de les quals corresponia a persones de 65 anys o més que vivien soles. El nombre mitjà de persones vivint en cada habitatge era de 2,51 i el nombre mitjà de persones que vivien en cada família era de 2,89.
Per edats la població es repartia de la següent manera: un 23,4% tenia menys de 18 anys, un 5,9% entre 18 i 24, un 25% entre 25 i 44, un 32,5% de 45 a 60 i un 13,2% 65 anys o més.
L'edat mediana era de 43 anys. Per cada 100 dones de 18 o més anys hi havia 99,5 homes.
La renda mediana per habitatge era de 52.150$ i la renda mediana per família de 57.578$. Els homes tenien una renda mediana de 36.853$ mentre que les dones 25.859$. La renda per capita de la població era de 27.028$. Entorn del 6% de les famílies i el 10,6% de la població estaven per davall del llindar de pobresa.